# ای‌ئی‌کا-۹۹۹
ای‌ای‌کا-۹۹۹ (روسی: Барсук) ملقب به گورکن یک مسلسل ساخت کشور روسیه است. این اسلحه در دهه ۱۹۹۰ میلادی توسعه پیدا کرد. از این جنگ‌افزار در جنگ داخلی سوریه و جنگ اوستیای جنوبی ۲۰۰۸ استفاده گردید.